# Crocs
Crocs, Inc. — американская компания, базирующаяся в Брумфилде (Колорадо), которая занимается разработкой дизайна, дистрибуцией и продажей обуви. Компании принадлежат бренды Crocs и Heydude.

## История
Компания Crocs была основана Скоттом Симансом, Линдоном Хансоном и Джорджем Бедекером-младшим в 2001 году в Колорадо. Партнёры приобрели у канадской компании Foam Creations патент на крослит, материал на основе этиленвинилацетата (ЭВА), и начали изготавливать из него сабо. Обувь изначально предназначалась для прогулок на яхтах. Первая модель, выпущенная Crocs, The Beach, была представлена в 2002 году на боут-шоу в Форт-Лодердейле во Флориде. В 2005 году было продано 6 млн пар. В конце 2000-х годов рост компании резко замедлился.
В 2014 году инвестиционный фонд Blackstone Group приобрёл 13 % акций, вложив в компанию 200 млн долларов; в том же году президентом стал Эндрю Рис. Под новым руководством компания сократила число продаваемых моделей, также был закрыт ряд магазинов.
Для продвижения своего бренда компания начала сотрудничать со знаменитостями. В 2016 году шотландский модельер Кристофер Кейн использовал «кроксы», украшенные поделочными камнями, в своей коллекции на Лондонской неделе моды. В 2018 году была выпущена модель, разработанная совместно с Balenciaga. В июле 2020 года дизайнеры бренда выпустили совместную лимитированную коллекцию обуви с брендом KFC. Модели обуви с изображением и ароматом курицы Crocs представила в феврале 2020 года в рамках недели моды в Нью-Йорке, а с 23 июля обувь стала продаваться в некоторых ресторанах KFC за 60 долларов. К 30 июля вся коллекция была распродана.
Во время пандемии COVID-19 обувь компании пользовалась большим спросом, за 2020 год курс акций Crocs вырос более, чем в 4 раза, выручка за I квартал 2021 года выросла на 64 %.
В феврале 2022 года за 2,5 млрд долларов была куплена компания Hey Dude Shoes (бренд Heydude). Эта компания была основана в 2008 году в Италии.

## Собственники и руководство
Акции компании котируются на бирже NASDAQ и в основном принадлежат институциональным инвесторам. По состоянию на 2025 год крупнейшими из них были Fidelity Management & Research Co. LLC (11,39 %), Vanguard Fiduciary Trust Co. (9,77 %), BlackRock Advisors LLC (9,12 %), WIT Partners Advisory Pte Ltd. (5,09 %), Pacer Advisors, Inc. (3,63 %).
Руководство:
- Томас Смак (Thomas J. Smach) — председатель совета директоров с 2011 года, член совета директоров с 2008 года; до этого работал в компании Flextronics.
- Эндрю Рис (Andrew Rees) — президент с 2014 года, генеральный директор (CEO) с 2017 года, ранее работал в бостонской консультационной фирме L.E.K. Consulting[англ.].

## Деятельность

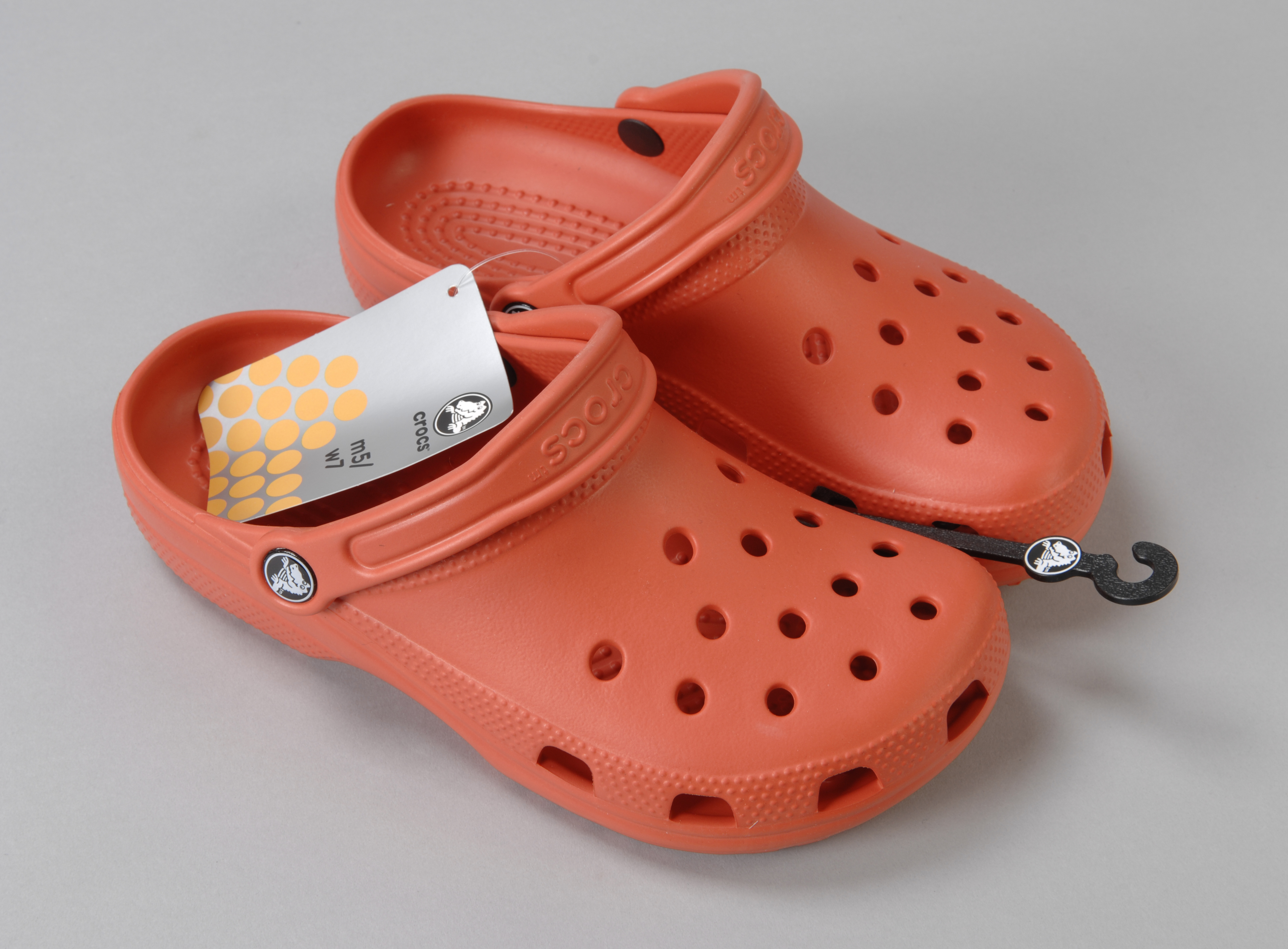
Основная продукция — сабо Crocs

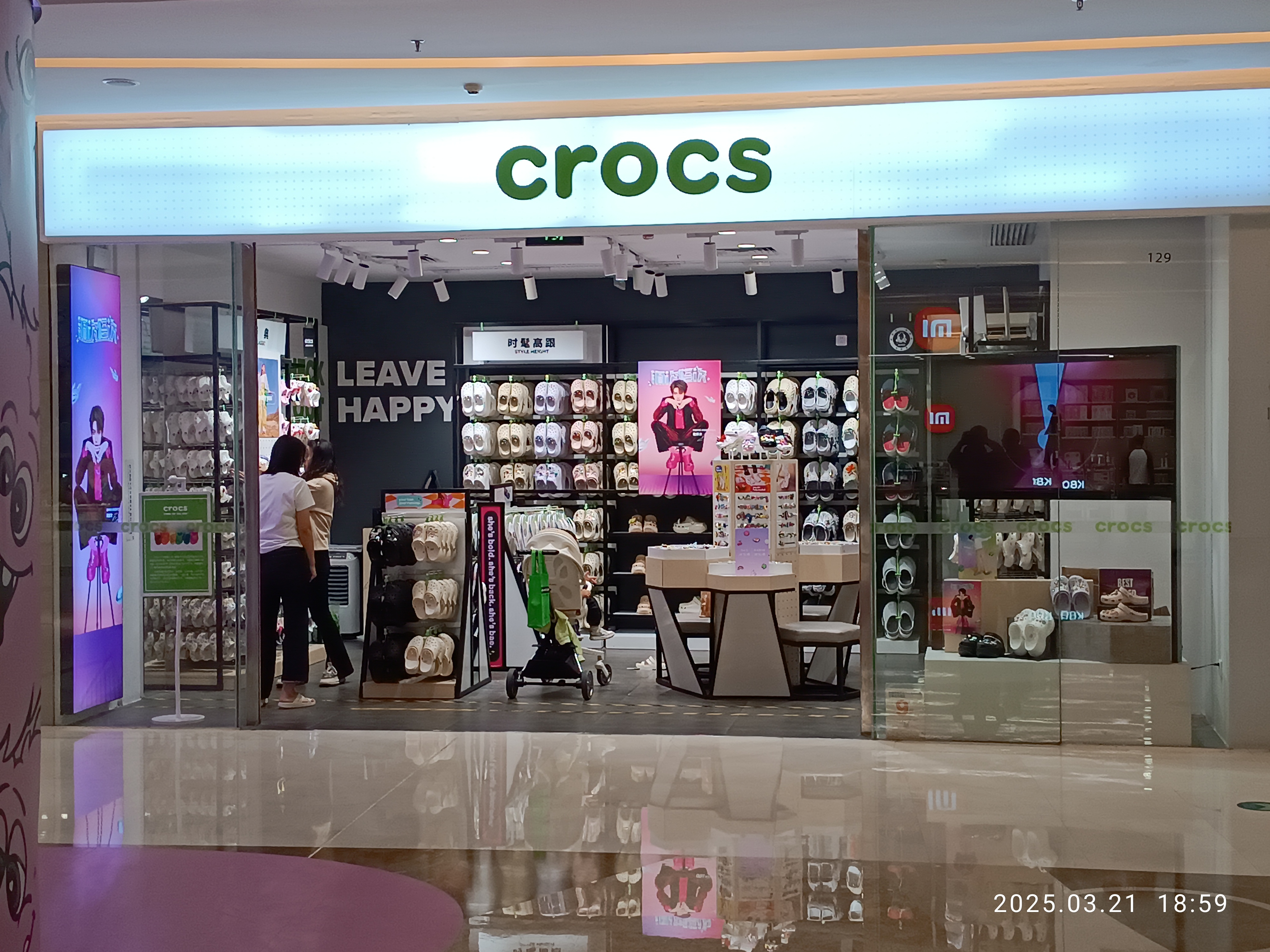
Магазин Crocs в Шэньчжэне

Подразделения компании по состоянию на 2024 год:
- Crocs — продано 127 млн пар обуви, 80 % выручки;
- Heydude — продано 27 млн пар обуви, 20 % выручки.

Всю продукцию изготавливают независимые контрактные производители на фабриках во Вьетнаме, Китае, Индонезии, Камбодже, Индии и Мексике. Основные дистрибьюторские центры находятся в США (Дейтон и Лас-Вегас) и Нидерландах (Дордрехт).
Выручка за 2024 год составила 4,1 млрд долларов, из них на США пришлось 60 %. Более половины продукции реализуется оптом сетям магазинов спорттоваров и обуви. Прямая продажа потребителям включает 390 магазинов под брендом Crocs и 52 магазина Heydude, а также платформы электронной коммерции. По состоянию на 2024 год магазины Crocs были в США (172), Республике Корея (95), Китае (51), Японии (21), Сингапуре (17), Германии (10), Канаде (9), Великобритании (4), Австрии и Пуэрто-Рико (по 3), Франции и Нидерландах (по 2) и Австралии (1). Магазины Heydude есть только в США.
Основными конкурентами являются Nike, Adidas, Deckers Outdoor Corporation, Skechers, Birkenstock, Steven Madden, Wolverine World Wide и VF Corporation.
В списке крупнейших компаний США Fortune 1000 за 2024 год Crocs заняла 753-е место.